# ماده ۱۵
ماده ۱۵ (به هندی: Article 15) فیلمی محصول سال ۲۰۱۹ و به کارگردانی آنوبهاو سینها است. در این فیلم بازیگرانی همچون آیوشمان کورانا، نثار، مانوج پاوا، کوماند میشرا، ایشا تالوار، سایانی گوپتا، محمد زیشان ایوب و سوشی پاندا ایفای نقش کرده‌اند.